# Liste der Monuments historiques in Noordpeene
Die Liste der Monuments historiques in Noordpeene führt die Monuments historiques in der französischen Gemeinde Noordpeene auf.

## Liste der Bauwerke
| Bezeichnung     | Beschreibung | Standort                 | Kennzeichnung | Schutzstatus | Datum | Bild           |
| --------------- | ------------ | ------------------------ | ------------- | ------------ | ----- | -------------- |
| Kirche St-Denis |              | (Lage)                   | PA00107764    | Inscrit      | 1932  | weitere Bilder |
| Schloss         |              | 283 bis, La Place (Lage) | PA59000196    | Inscrit      | 2016  |                |

## Liste der Objekte
| Bezeichnung                 | Beschreibung                             | Standort                      | Kennzeichnung | Schutzstatus | Datum | Bild |
| --------------------------- | ---------------------------------------- | ----------------------------- | ------------- | ------------ | ----- | ---- |
| Gemälde Christi Himmelfahrt | 18. Jahrhundert, von Elias Mathieu       | in der Kirche St-Denis (Lage) | PM59008025    | Inscrit      | 1973  |      |
| Skulptur Christus am Kreuz  | Holz, polychrom gefasst, 18. Jahrhundert | in der Kirche St-Denis (Lage) | PM59008026    | Inscrit      | 1973  |      |
| Taufbecken                  | Marmor, 13. Jahrhundert (?)              | in der Kirche St-Denis (Lage) | PM59001110    | Classé       | 1933  |      |
| Grabplatte                  | Stein, 16. Jahrhundert                   | in der Kirche St-Denis (Lage) | PM59008024    | Inscrit      | 1973  |      |